# Eliya VII.

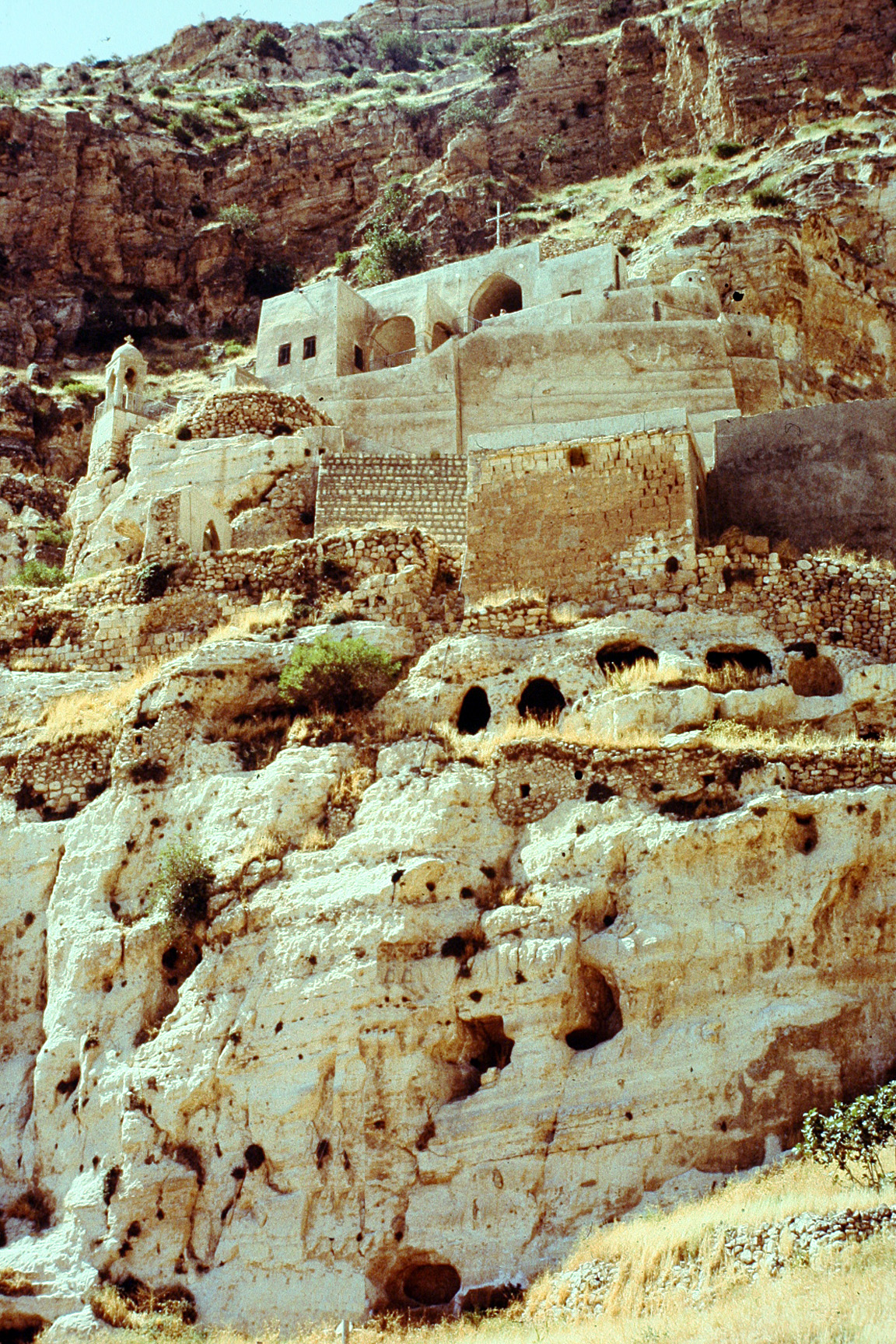
Das antike Rabban Hormizd, die frühere Residenz des Patriarchen der Church of the East.

Eliya VII (ܐܠܝܐ / Elīyā, gest. 26. Mai 1617) war Patriarch (Katholikos) der Kirche des Ostens mit Wohnsitz im Kloster Rabban Hormizd in der Nähe von Alqosch im heutigen Irak. An mehreren Anlässen (1605–1607 und 1610 und erneut 1615–1616) trat er in Verhandlungen mit Vertretern der Katholischen Kirche, allerdings ohne jemals zu einem Abschluss zu kommen.
Ältere Historiker bezeichnen ihn noch als „Eliya VII.“, aber später wurde er als „Eliya VIII“ geführt, weil man glaubt, das in der Periode von 1558 bis 1591 zwei Patriarchen in Folge den Namen „Eliya“ trugen (der erste 1558–1576 und der zweite 1576–1591). Nach der Auswertung verschiedener chronologischer Rätsel wird er heute wieder als Eliya VII. geführt,

## Werk
- ʼEgartā lwāt aḥe zʻúre d-mār Pransís. (Mār ʼEliyā qatolíqā paṭrírkā d-kaldāye [transliterated Syriac]; author of ʼEgartā d-mār ʼEliya qatolíqā paṭrírkā d-kaldaye lwāt aḥe zʻúre d-mār Pransís dab-Beroʼa; manuscript text in Syriac - Letter of Mar Eliya VII, Catholicos of the Chaldeans, to the brothers of Mar Francis in Aleppo) [VIAF: 4896170250852011550003]